# تويوتا جازو لسباقات الرالي

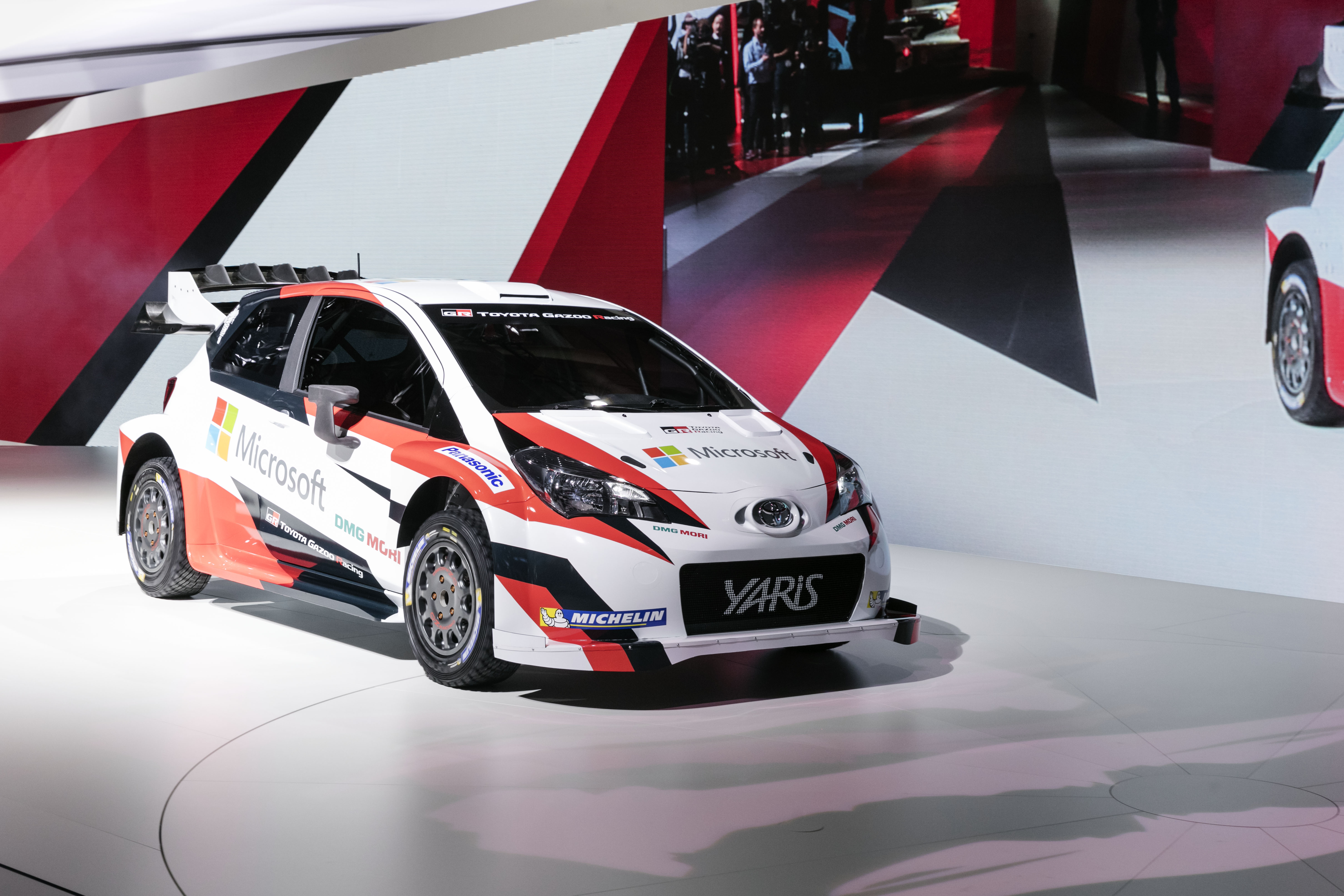
العرض الأول لسيارة تويوتا ياريس WRC في معرض باريس للسيارات 2016

تويوتا جازو لسباقات الرالي هو فريق بطولة العالم للراليات (WRC) ومقره في فنلندا  ويعمل كفريق مصنع رسمي من تويوتا. رئيس فريقها هو بطل العالم للسائقين أربع مرات تومي ماكينن . قام الفريق بعمله خلال موسم 2017، حيث دخل إلى Toyota Yaris WRC. يعد الفريق كيانًا منفصلاً عن فريق تويوتا جازو للسباقات بقيادة شركة Toyota Motorsport GmbH التي تتنافس في بطولة World Endurance Championship .

## روابط خارجية
- الموقع الرسمي
- الملف الشخصي للفريق في wrc.com